# Liste des maîtres de la province d'Angleterre de l'ordre du Temple
Pour un article plus général, voir Liste des maîtres de province de l'ordre du Temple.
Cet article présente une liste des maîtres de la province d'Angleterre de l'ordre du Temple.

## Province d'Angleterre

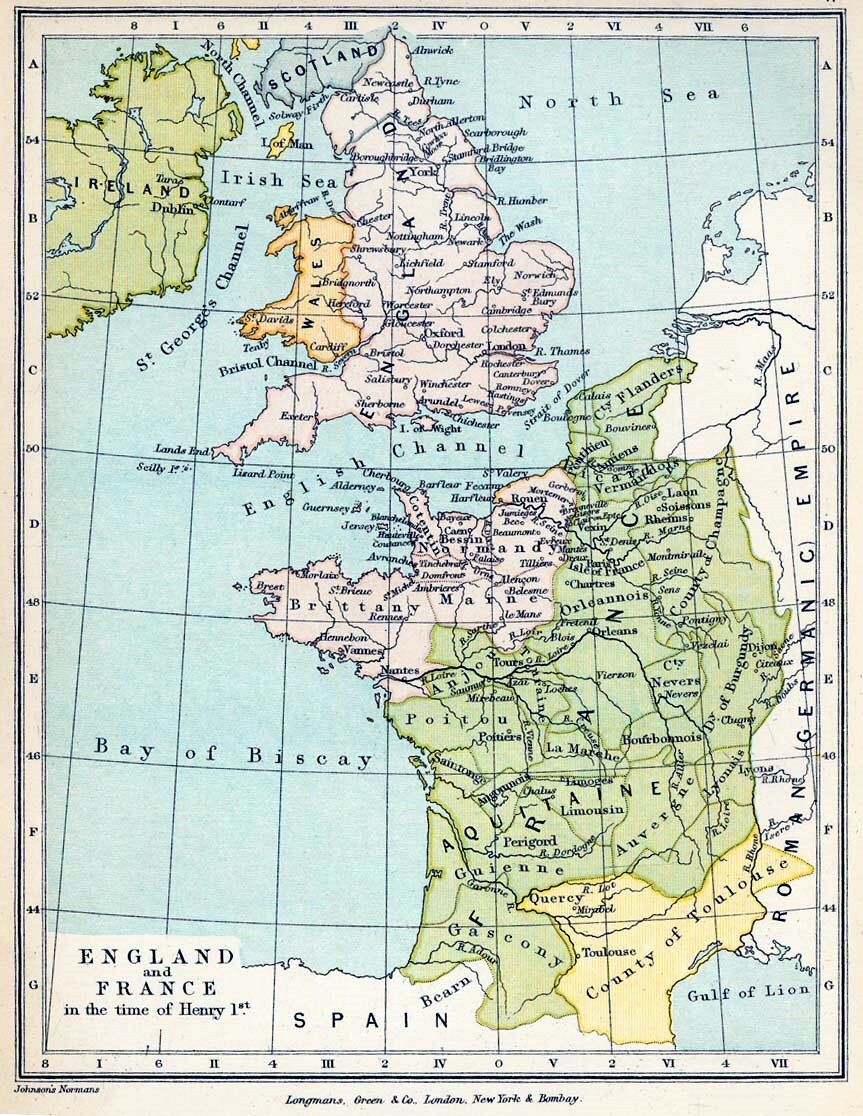
L'Angleterre et la France à l'époque d'Henri Ier.

C'est au cours de l'année 1128 qu'Hugues de Payns se rendit dans le Duché de Normandie pour y rencontrer Henri Ier d'Angleterre. Avec son aval il parcourt le royaume d'Angleterre afin de collecter des fonds et recruter des hommes pour défendre les États latins d'Orient. Au cours de ce voyage, il ira jusqu'en Écosse alors en pleine révolution davidienne,.
Néanmoins les premières donations, dont celle d'Étienne d'Angleterre concernant une propriété dans la Cité de Londres, ne sont attestées qu'entre 1135 et 1144. Temple church fut le siège des templiers dans cette province à partir de 1185 ou peu après 1160 avant que celui-ci soit transféré dans la ville de Baldock de 1199 à 1254.
Le rôle des templiers en Angleterre en tant que dépositaire du trésor royal est confirmé par les nombreuses transactions réalisées du règne d'Henri Ier (1100-1135) à celui d'Édouard Ier d'Angleterre (1272-1307),. On note même la venue en 1274 du maître du Temple Guillaume de Beaujeu dès le début de sa maîtrise afin de récupérer l'emprunt contracté par Édouard.
Ils établissent près de 45 commanderies à travers le royaume d'Angleterre, celui d'Écosse, l'île d'Irlande à l'exception des royaumes du pays de Galles où leur implantation est modeste comparée à celle des Hospitaliers. L'Écosse et L'Irlande avaient leur propre maître mais il était désigné lors des chapitres qui se tenaient en Angleterre et il était subordonné au maître de la province. À la fin du XIIIe siècle, ces chapitres annuels avaient généralement lieu à Temple Dinsley mais il y en a eu également à Temple Bruer et à Garway.
Parmi les hauts dignitaires de l'ordre, le maître Thomas Béraud est parfois cité comme d'origine anglaise.
Le premier historien à avoir proposé une liste des maîtres de la province d'Angleterre en indiquant les sources initiales fut Charles G. Addison (en) en 1842, précisant que les Hospitaliers du prieuré de Clerkenwel (en) en avaient dressé une pour honorer la mémoire de ces dignitaires templiers. L'un des ouvrages de référence est celui de Béatrice Adélaïde Lees publié en 1935 car il contient un grand nombre de documents authentiques sur les templiers en Angleterre. On trouve également des informations dans l'ouvrage de T.W Parker paru en 1963 et en dernier lieu une liste publiée par Evelyn Lord qui ne reprend pas tous les noms figurant chez Addison, Lees et Parker, qui affine ou corrige certaines dates mais qui n'est pas très précise quant aux sources qui ont permis ce travail,.
| Maître                                    | Période de maîtrise           | Commentaires et autres fonctions |
| ----------------------------------------- | ----------------------------- | --- |
| fr. Hugh of Argentine                     | c.1140,                       | (la): Hugonis de Argent', de Argentein (en): Hugh of Argentein (fr): Hugues d'Argentière, d'Argentine, de Argentein c.1140 X 1143: « Hugoni de Argent[ein] in perpetuam elemosinam XL solidat[as] terre in manerio de Dynneslay » c.1140 X 1145 (décembre 1141?): « Hugoni de Argent(ein) et aliis fratribus de Templo in perpetuam elemosinam de terra de Luppehalla » |
| fr. Osto                                  | 1150,                         | Osto of Saint-Omer, Osto de Boulogne, |
| fr. Richard of Hastings                   | 1155 - 1177                   | (la): Ricardus de Hastingas, de Hastinges, de Hastingis (fr): Richard d'Hastings janvier/février 1155: « Magister omnium militum et fratrum Templi qui sunt in Angliâ, salutem », 1164: « Ricardus scilicet de Hastinges , et socius ipsius Hosteus nomine de Bolonia ambo sapientes, ambo regis admodum familiares », Clarendon avant 1171: « Magistro fratrum de Templo », 29 août 1176:« Miliciæ Templi in Anglia minister humilis... magister et custos rerum quas domus Templi Salomonis habet in regno Anglie » postérieur au 25 juillet 1177: « milicie Templi in Anglia magister concilio et assensu Capituli apud Londoniam » [Certains auteurs ne mentionnent que 1155-1164], |
| fr. Walter                                | 1157/59                       | [Incertain] (la): Walterus 1157/59: « magistro de Templo » |
| fr. Richard Mallebeench                   | ?                             | (la): Ricardus Mallebeench (en): Richard Mabang non daté: « magister omnium pauperum militum et fratrum Templi Salomonis in Anglia », Cette charte est une confirmation Richard de Hastings, Probablement le même individu que « Ricardus Malban », chevalier du Temple (miles Templi) en 1147 [Non mentionné par Lord et Parker] |
| fr. Geoffrey Fitz-Stephen                 | c.1185 - 1195 ou 1180 - 1185, | (la): Galfridus, Gaufridus filius Stephani « militiæ Templi in Anglia minister » 1185: « per fratrem Galfidum filium Stephani, quando ipse suscepit bailiam de Anglia » c.1189-93: « Karissimo sibi in Christo S. magistro fratrum Templi in Anglia azo archidiaconus Salutem in Domino. » mai/juin 1190: « frater Gaufridus filius Stephani milicie Templi in Anglia minister humilis », |
| fr. William of Newham                     | ?,                            | (la): Willelmus de Neuham, de Neweham, de Niweham (en): William de Newenham, of Newburgh fr:Guillaume de Nehan, de Newham c.1195-1200: « frater Willelmus de Neuham milicie Templi in Anglia minister humilis » sans date: « qui tunc temporis erat magister Templi totius Angliae » Frère du Temple (témoin dans plusieurs chartes) lorsque Geoffrey Fitz-Stephen était maître, notamment en 1190, |
| fr. Aymer St Mawr                         | 1200 - 1216(1218),            | (la): A., E., Amauricus, Emericus de Sancta Maura (fr): Aimery de Sainte-Maure, Aymeric de Saint-Maur Sources : 1214-1216 |
| fr. Alan Martel                           | 1218 - 1228,                  | Également orthographié Alan Marcell, documents pour l'année 1220 et 1228 |
| fr. Amberaldus                            | 1229,                         | [Erreur de date ?, Ni Lees, ni Lord ni Parker n'en font mention] Il apparait uniquement dans le Cotton, Ms. Nero, f. 466 |
| fr. Robert de Sandford                    | 1229 - 1234                   | (la): Robertus de Saunford « magistrum milicie Templi in Anglia » |
| fr. Robert Mounford                       | 1234                          | [Erreur] Probablement Robert de Sandford mal retranscrit par un copiste. |
| fr. Robert de Sandford                    | 1234 - 1248                   | (la): Robertus de Samf', de Samford 1233/34: « Robertus de Samford milicie Templi in Anglia minister humilis » Dans les chartes anglaises, il n'apparaît que jusqu'en 1247 |
| fr. Roncelin de Fos                       | 1250 - 1251                   | N'est pas mentionné par Evelyn Lord, y compris pour la période 1252-59 Pierre-Vincent Claverie indique qu'il a pris ses fonctions en 1252 Commandeur de Tortose (1241/42), maître en Provence (1248-50, 1260-78) |
| fr. Roncelin de Fos ou Robert de Sandford | 1252,                         | (la): Rocelinus de Fos 6 janvier 1252: « magister militiæ Templi in Anglia » 6 mars 1252: « militum Templi in Anglia minister humilis » 1er avril 1252: « magistrum militiæ Templi in Anglia » 16 juin 1252: « magistrum militiæ Templi in Anglia » 10 août 1252: « magistro militiæ Templi in Anglia » |
| fr. Roncelin de Fos                       | 1252-1259                     | Voir aussi 1250-51 |
| fr. Amadeus de Morestello                 | 1259-1260,                    | Apparaît également en 1254 et 1258-1259 Périodes pendant lesquelles Roncelin de Fos était en Orient |
| fr. Ambesard                              | 1261 - 1266,                  | (la): Ambelardus (fr): Amblard de Vienne 1266: « magister milicie Templi in Anglia » Maréchal du Temple (1271) Maître d'Aquitaine (1278-1295) |
| fr. Humbert de Pairaud                    | 1267 - 1269                   | [Erreur ?] (la): Himbertus Peraut Période proposée à partir des interrogatoires du procès, Commandeur d'Aquitaine et visiteur général (1266-1269) |
| fr. Humbert de Pairaud                    | 1269 - 1271                   | (la): Imbertus de Peraut, de Pyraud 1270: « magister milicie Templi in Anglia » 5 avril 1271: « milicie Templi in Anglia minister humilis » Commandeur de la baillie de Ponthieu (1257) Commandeur de la province de France (1261-1264) Commandeur de la province d'Aquitaine et visiteur général (1265/66-1269) Commandeur de la province de France (1272), |
| fr. Guy de Forester                       | 1272 - 1275                   | (la): Guido de Foresta (fr) : Guy de Foresta Maréchal du Temple (1277) Voir aussi 1291-1295 Autres sources : , |
| fr. Robert de Turville                    | 1276 - 1282                   | (la): Robertus de Turvile, de Turvill (fr): Robert de Torteville, Tourville, Turvile « magister milicie Templi in Anglia » Il est généralement mentionné sans discontinuer de 1276 à 1290, Richard Peytevyn semble s'intercaler à partir de mai 1282lorsqu'il part pour l'Écosse, |
| fr. Richard Peitevin                      | 1282                          | (la): Ricardus Peitevyn, Peytevyn Richard Peitevin ou Poitevein originaire de North Cave (Yorkshire) Reçu en 1266 à Temple Dinsley par Humbert de Pairaud, Commandeur de Wylburgham (1298) Interrogé, et mentionné dans plusieurs interrogatoires du procès † postérieur à juillet 1311 |
| fr. Robert de Turville                    | 1283 - 1290,                  | (fr): Robert de Torteville, Tourville, Turvile |
| fr. Guy de Forester                       | 1291-1296 (avril)             | (fr): Guy de Foresta Maréchal du Temple (1277) Voir aussi 1272-1275 Autres sources : , |
| fr. Guillaume de Tourville                | 1292                          | [Erreur ?] |
| fr. Brian de Jay                          | 1296 - 1298,                  | † lors de la bataille de Falkirk |
| fr. William de la More                    | 1298 - 1312,                  | (fr): Guillaume de More |

### Baillie d'Écosse
Il ne s'agit pas d'une province en tant que tel mais d'une baillie dépendante de la province d'Angleterre au même titre que l'île d'Irlande. On remarque notamment que Brian de jay fut d'abord commandeur de cette baillie avant de devenir maître en Angleterre.
| Commandeur                                                       | Période   |
| ---------------------------------------------------------------- | --------- |
| fr. Robert Daken                                                 | 1290      |
| fr. Brian de Jay                                                 | 1291-1296 |
| fr. John de Sawtrey (John of Sawtry, † à la bataille de Falkirk) | 1296-1298 |

### Baillie d'Irlande
| Commandeur                              | Période        | Commentaires |
| --------------------------------------- | -------------- | --- |
| fr. Walter the templar                  | c. 1180        | |
| fr. Guarnerus                           | ?              | |
| fr. Hugh the templar                    | c. 1200 - 1210 | |
| fr. Henry Foliot                        | c. 1210        | (la): Henricus Foliot sans date: « Magister Militiæ Templi in Hibernia et fratres de Clontarff » |
| ...                                     | ...            | |
| fr. Ralph de Southwark                  | 1234           | (la): Radulphus de Souekewurth 1235: « qui fuit frater domus Templi et preceptor ejusdem domus in Hibernia » |
| fr. Roger le Waleis                     | 1235 - 1250    | (la): Rogerus le Waleis, Walensi 1235: « quod fratrem Rogerum le Waleis, presentium latorem, quem magister Milicie Templi in Anglia de consilio fratrum suorum mittit in Hiberniam » 1242: « R. Walensi, magistro milicie Templi in Hybernia » |
| fr. Herbert de Mancetter (ou Mancester) | 1257 - 1273    | (la): Herbertus de Manecestria (en): Herbert of Mancester 1273: « Magistri militie Templi in Hibernia », à Crok |
| fr. Roger de Glastonbury                | 1278 - 1288    | |
| fr. Thomas de Toulouse                  | 1288           | |
| fr. Robert de Gloucester                | 1290           | |
| fr. Walter Bachelor                     | 1295 - 1301    | |
| fr. Peter de Malvern                    | 1300           | [Chevauchement de dates avec Walter Bachelor] |
| fr. William de Waryne                   | 1302 - 1306    | |
| fr. Walter Bachelor                     | 1307           | (en): Walter Bacheler |
| fr. Henry Tanet                         | 1307 - 1308    | (la): Henricus de Tanet procès: « magnus preceptor in Hibernia » |